# Lucius Iulius Iullus (Konsul 430 v. Chr.)
Der römische Politiker Lucius Iulius Iullus bekleidete 430 v. Chr. das Amt des Konsuls in der frühen römischen Republik.

## Herkunft
Lucius Iulius Iullus gehörte der patrizischen, wahrscheinlich aus Alba Longa stammenden gens der Julier an – genauer dem Seitenzweig der Iulius Iullus. Sein Vater war womöglich Vopiscus Iulius Iullus, seinerseits Konsul im Jahr 473 v. Chr. Sein Sohn war der gleichnamige Lucius Iulius Iullus, der in den Jahren 401 und 397 v. Chr. das Amt des Konsulartribuns bekleidete.

## Laufbahn

### Militärtribun mit konsularischer Gewalt
Im Jahr 438 v. Chr. wurde Lucius Iulius Iullus zusammen mit Lucius Quinctius Cincinnatus und Mamercus Aemilius Mamercinus erstmals zum Militärtribun mit konsularischer Gewalt berufen. Während ihrer Amtszeit rebellierte die Stadt Fidenae, verjagte die ansässige römische Garnison und verbündete sich mit Lars Tolumnius, dem König von Veji. Überdies wurden die nach Fidenae entsandten Botschafter bei ihrer Ankunft ermordet (sie sollten sich nach den Beweggründen für den Treuebruch erkundigen).
Für das Amt des Konsulartribuns besteht aber durchaus die Möglichkeit einer Verwechslung mit Gaius Iulius Iullus, der bereits 447 v. Chr. als Konsul fungiert hatte und 435 sowie 434 v. Chr. erneut diesen Posten einnahm.

### Magister equitum
Im Jahr 431 v. Chr. wurde das römische Territorium von den Aequern und den Volskern bedroht, die sich auf dem Berg Algidus versammelten. Der Senat und die Volkstribunen forderten die beiden Konsuln Titus Quinctius Pennus Cincinnatus und Gnaeus Iulius Mento auf, einen Diktator zu bestimmen, welcher das römische Heer anführen sollte. Cincinnatus erwählte seinen Schwiegervater Aulus Postumius Tubertus, der als strikter und unnachgiebiger Befehlshaber bekannt war. Tubertus bestimmte seinerseits Iullus als Kommandierenden der Kavallerie (Magister equitum). Die Aequer und Volsker wurden schließlich besiegt und Tubertus kehrte nach Rom zurück, um seinen Triumph zu feiern.

### Konsulat
Im Jahr 430 v. Chr. bekleidete Iullus zusammen mit dem wiedergewählten Lucius Papirius Crassus das Amt des Konsuls. Während ihres Mandats führten die im Vorjahr besiegten Aequer Friedensverhandlungen mit dem Senat. Da sie sogar ihre Unterwerfung anboten, wurde ihnen eine achtjährige Waffenruhe zugesichert. Die ebenfalls besiegten Volsker hingegen waren sich in ihrer Haltung Rom gegenüber uneins und in Tauben (Friedensbefürworter) und Falken (Kriegsbefürworter) gespalten.